# Bergslagsleden
Der Bergslagsleden ist ein 280 Kilometer langer Wanderweg in der Nähe von Örebro in der historischen Provinz Närke in Mittelschweden. Sein Name leitet sich von einem der beiden Endpunkte ab, der Start ist in Kloten in der Region Bergslagen. Der Wanderweg ist Teil des europäischen Fernwanderweges, der von Sizilien nach Nordschweden führt, und ist in 17 Etappen zu jeweils ungefähr 10 bis 20 Kilometer unterteilt. In ausreichenden Abständen befinden sich Rast-/Zeltplätze mit Windschutzhütte, Feuerstelle und Plumpsklo. Diese Plätze liegen meist an Seen, Flüssen oder Quellen.